# Hiệu ứng Google

GoogleLogoSept12015.

Hiệu ứng Google, còn được gọi là chứng hay quên kỹ thuật số, là xu hướng quên thông tin có thể tìm thấy trực tuyến dễ dàng bằng cách sử dụng các công cụ tìm kiếm trên Internet. Theo nghiên cứu đầu tiên về hiệu ứng Google, mọi người ít có khả năng nhớ những chi tiết nhất định mà họ tin rằng sẽ có thể truy cập trực tuyến. Tuy nhiên, nghiên cứu cũng tuyên bố rằng khả năng tìm hiểu thông tin ngoại tuyến của mọi người vẫn như nhau. Hiệu ứng này cũng có thể được coi là sự thay đổi đối với thông tin nào và mức độ chi tiết nào được coi là quan trọng cần ghi nhớ.

## Lịch sử
Hiện tượng này lần đầu tiên được mô tả và đặt tên bởi Betsy Sparrow (Columbia), Jenny Liu (Wisconsin) và Daniel M. Wegner (Harvard) trong bài báo của họ từ tháng 7 năm 2011. Nghiên cứu được thực hiện trong bốn phần. Phần đầu tiên, các đối tượng trả lời một số câu hỏi đố cả dễ và khó, sau đó thực hiện một nhiệm vụ Stroop đã sửa đổi liên quan đến các từ hàng ngày và các từ liên quan đến công nghệ như màn hình và Google. Đối tượng là chậm hơn để đáp ứng với những lời công nghệ, đặc biệt là sau khi câu hỏi khó, chỉ ra rằng câu hỏi đố sơn lót họ nghĩ về máy tính. Trong thí nghiệm thứ hai, các đối tượng đọc một số câu đố. Một nửa trong số họ tin rằng các báo cáo sẽ được lưu lại và có sẵn để tra cứu sau này; nửa còn lại được hướng dẫn rõ ràng để cố gắng ghi nhớ chúng. Cả hai nhóm sau đó đã được kiểm tra về việc nhớ lại các báo cáo. Trong phần ba, các đối tượng đọc và nhập các câu đố, và thông báo rằng mục nhập của họ đã bị xóa, lưu hoặc lưu ở một vị trí cụ thể. Sau đó, họ được giao một nhiệm vụ nhận dạng và hỏi liệu họ đã xem câu lệnh chính xác chưa, nó đã được lưu chưa và câu lệnh đã được lưu chưa, nó đã được lưu ở đâu. Trong phần cuối cùng, các đối tượng lại gõ các câu đố và được thông báo rằng mỗi câu đã được lưu trong một thư mục có tên chung (ví dụ: các mục, dữ kiện). Sau đó, họ được giao hai nhiệm vụ gọi lại khác nhau: một cho các câu lệnh và một cho thư mục cụ thể mà mỗi câu lệnh được lưu.
Thuật ngữ "chứng hay quên kỹ thuật số" được Kaspersky Lab đặt ra cho kết quả của một cuộc khảo sát chưa được đánh giá vào năm 2015 của nhà cung cấp bảo mật, cho biết "Kết quả cho thấy 'Hiệu ứng Google' có khả năng vượt ra ngoài các dữ kiện trực tuyến để bao gồm thông tin cá nhân quan trọng."  Thay vì ghi nhớ chi tiết, 91% người dùng Internet và 44% sử dụng điện thoại thông minh của họ. Kaspersky Lab đã khảo sát 1000 người tiêu dùng từ 16 đến 55 tuổi trở lên tại Hoa Kỳ. Trong hầu hết các trường hợp, mọi người không thể nhớ thông tin quan trọng như số điện thoại mà lẽ ra phải quen thuộc, dẫn đến kết luận rằng họ đã quên thông tin vì dễ dàng tìm thấy nó bằng các thiết bị.